# Халил Хайредин паша Чандарлъ
Вижте пояснителната страница за други личности с името Халил паша.
Чандарлъ Кара Халил Хайредин паша (на турски: Çandarlı Kara Halil Hayreddin Paşa) е велик везир (1364 – 1387) на османския бейлик при Мурад I. Той е първият, на когото е дадена тази титла в османската държава. Представител е на фамилията Чандарлъ, от която произхождат петима османски велики везири.
Кара Халил паша се издига до великия везир от поста на военен съдия (кадъаскер) през септември 1364 г. и служи на този пост 23 години до смъртта си. Това е най-дългият мандат на велик везир. Инициира въвеждането на кръвния данък (девширме) и формирането на еничарския корпус.

## Биография
При раждането бъдещият велик везир е кръстен Халил, неговите лакаби са Кара и Караджа (тур. Kara, Karaca). Халил е роден в село Чендере, разположено между Ескишехир, Сейидгази и Сиврихисар. Според надписите на Зелената джамия в Бурса и Старата джамия в Сяр, построена от Халил, баща му се е казвал Али. Известно е, че Халил произхожда от клас учени хора (ахи).
По препоръка на шейх Едебали султан Орхан назначава Халил на поста кади в Биледжик. Може би точно през този период Халил организира редовна пехотна армия. След османското завладяване на Изник в 1331 г. Орхан Гази назначава Халил на поста кади на този град.
През 1348/49 г. Бурса става новият център на държавата. Халил е кади на Бурса по време на смъртта на Орхан и изиграва важна роля при прехвърлянето на властта: той извиква Мурад I от Румелия с писмо и го предупреждава за претенциите за трона на другите синове на Орхан, Халил и Алаедин. Халил спасява Бурса по време на бунта на принцовете, изчаква пристигането на Мурад и организира възкачването му на трона. Мурад не забравя тази подкрепа и Халил получава огромни правомощия и титлата кадъаскер. Той също така изиграва важна роля в създаването на финансовата система с Караманли Мула Рустем. Халил, заедно с Рустем, въвежда данък върху военната плячка и по този начин поставя основата за създаването на еничарския корпус, възникнал около 1364/65 г. по инициатива на Халил. Той също така въвежда системата на кръвния данък.
Според легендата, изложени от османските историци, Кара Халил е принадлежал към тариката Кадирия и бил ученик на шейх Файрудин Мудурнулу. Орхан Гази посетил шейха и казал, че има нужда от везир. Шейхът му препоръчал своя ученик Халил Хайредин, но самият той отказал да стане везир. Според друга версия на легендата беят отишъл да посети Алаудин Есвед, един от учениците на който бил Кара Халил. Другите подробности от историята не се различават. Това обаче са само легенди, тъй като Халил става везир едва след като е бил на поста кади.
Халил става везир след Синанудин Факих Юсуф паша. Въпреки че датата на назначаването е неизвестна, смята се, че това се е случило през 1363/64 или 1364/65. Той е бил и командващ армията по време на завладяването на Западна Тракия. Това води до факта, че следващите османски велики везири отговарят както за управлението на държавата, така и за командването на армията. Кара Халил Хайредин паша командва армията по време на превземането от османците на градовете Комотини, Ксанти, Зихне, Кавала, Драма и Сяр. Със сигурност е известно, че до 1374/75 г. той е служил като бейлербей в Западна Тракия. По-късно превзема градовете Солун, Манастир и Охрид, а по време на вътрешната борба в Албания през 1386 г. османската армия под негово командване окупира Круя и Шкодер. Когато султан Мурад заминава за Анадола, за да подготви кампания срещу Алаедин Караманоглу, той решава да не взема Халил паша със себе си, а да го остави в Румелия да защитава границите. Връщайки се от Албания в Тракия през 1387 г., той се разболява и умира в лагера си в Енидже Вардар (според друга версия в Йенидже). Чандарлъ Али паша, най-големият му син, поема поста велик везир на Османската империя; експедицията до Анадола я подготвя вече той.
Тялото на Халил паша е донесено в Изник от Али паша, най-големият му син, и погребано близо до Източната порта (Лефке капа). През 1922 г. гробницата е унищожена от гръцката армия, но потомък на Халил паша, Нух Несиюдин Бей, ремонтира мавзолея на прародителя си, възстановявайки първоначалния му вид.

## Семейство
Според легендите, запазени в записите на османските историци, Халил се жени за дъщерята на Таджедин Курди от медресето Изник, за чиято друга дъщеря е женен шейх Едебали.
Халил има трима сина: Али, Иляс и Ибрахим. Двама от тях – Али и Ибрахим – по-късно стават велики везири, както и синът и внукът на Ибрахим. За Иляс е известно, че е живял в Галиполи, където е построил хамам, завие и е основал вакъф. Потомците му по наше време формират сереския клон на семейството.